# Таджуддин, Талгат Сафич
Талгат Таджуддин (тат. Тәлгать Таҗетдин, Талгат Сафич Тадзетдинов, тат. Тәлгать Сафа улы Таҗетдинев; род. 12 октября 1948, Казань) — советский и российский религиозный и общественный деятель, верховный муфтий России и председатель Центрального духовного управления мусульман России.

## Биография

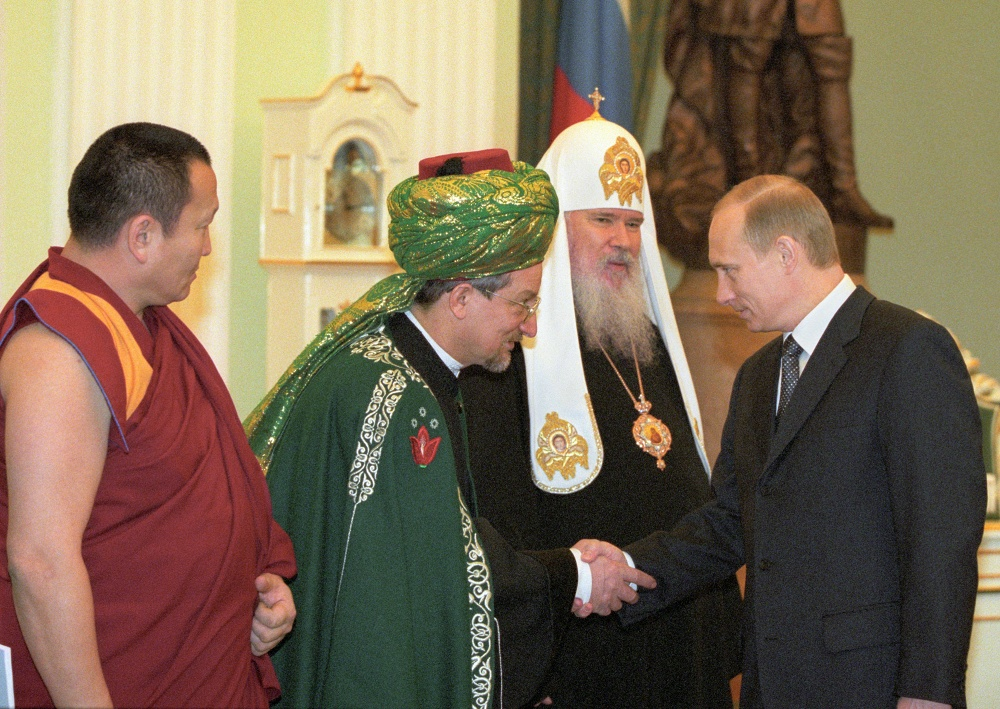
На фотографии (слева направо): Пандито Хамбо лама Дамба Аюшеев, верховный муфтий Талгат Таджуддин, Патриарх Московский и всея Руси Алексий II и президент Владимир Путин, 2001 год

Талгат Сафич родился 12 октября 1948 года в Казани в рабочей татарской семье.
В 1966 году поступил в медресе «Мир Араб» в Бухаре, где получил богословское образование, окончил с отличием в 1973 году.
В 1978 году получил образование в исламском университете ал-Азхар в Каире, во время обучения совершил хадж. Избран вторым имам-хатыбом Казанской соборной мечети «Аль Марджани» в 1973 г., первым — в 1978 году.
19 июня 1980 года был избран муфтием и председателем Духовного управления мусульман Европейской части СССР и Сибири (ДУМЕС).
В мае 1990 года на совещании глав Духовных управлений мусульман СССР (до 1991 г. их было 4) был избран председателем Управления международных связей мусульманских организаций СССР (с 1991 г. Ассоциация внешних связей мусульманских организаций), председателем которой является по настоящее время.
На V съезде мусульман Европейской части СССР и Сибири, состоявшемся 6—8 июня 1990 года в городе Уфе, был вновь переизбран муфтием и председателем ДУМЕС.
В 1992 году на VI Чрезвычайном съезде мусульман России было принято решение о преобразовании структуры ДУМЕС в Центральное Духовное Управление мусульман России и европейских стран СНГ. Крупные региональные религиозные центры (мухтасибаты) преобразованы в духовные управления мусульман (в настоящее время более пятидесяти муфтиятов) и введен сан «верховного муфтия», который был присвоен Талгату Таджуддину.
1990-е годы были сложными для Талгата Таджуддина в связи с отделением от возглавляемого им Центрального духовного управления многих общин, образованием на их базе параллельных муфтиятов, утратой поддержки властей, критикой в его адрес. В 1994 году он даже на несколько месяцев был отстранён от своей должности. Тем не менее, к 2000 году его позиции укрепились, он сумел сохранить в составе ЦДУМ около половины общин.
Является членом Совета по взаимодействию с религиозными объединениями при Президенте Российской Федерации, членом Президиума Межрелигиозного совета России, членом Президиума Межрелигиозного совета СНГ, членом Консультативного совета мусульман стран СНГ, членом попечительского совета Национального военного фонда Российской Федерации.
18 января 2006 года Талгат Таджуддин объявил, что взял новое имя — Шейхулла (в пер. с арабского "старец Аллаха").
В октябре 2013 года в городе Уфе прошли торжества, приуроченные к 65-летию Талгата Таджуддина и 225-летию основания по Указу 1788 года Императрицы Екатерины II «Оренбургского Духовного собрания Магометанского закона», правопреемником которого является Центральное духовное управление мусульман России, в которых приняли участие более 500 гостей из 33 стран мира и делегаты из более 40 субъектов Российской Федерации. Центральным событием праздничных торжеств стало участие Президента Российской Федерации Владимира Путина.
Начиная с 1989 года, Талгат Таджуддин организовывает ежегодную поездку-паломничество в город Булгар (Спасский район Республики Татарстан) — «Изге Болгар Шокер Джиены (Святой благодарственный Собор в Булгарах)». Мероприятие посвящено годовщине добровольного принятия ислама волжскими булгарами, предками современных татар, в 922 году в г. Булгар ханом Алмушем. Собор со временем вышел за рамки России и приобрел международный масштаб. Так, Булгарский Собор-2015 посетило порядка 50 тысяч мусульман из более 20 стран мира.
В настоящее время Талгат Таджуддин является официальным представителем мусульман Российской Федерации в ЮНЕСКО, Организации Исламская конференция, Европейской лиге мусульман и других крупных международных организациях.
24 декабря 2015 года Талгат Таджуддин заявил, что намерен покинуть свой пост, назначив вместо себя муфтия Татарстана Камиля Самигуллина. Об этом он рассказал журналистам во время торжественных мероприятий в Болгаре, посвящённых дню рождения пророка Мухаммада (Мавлид ан-Наби). Однако 20 февраля 2016 года на расширенном заседании президиума Центрального духовного управления мусульман в Уфе принято решение об отмене фарман-указа в части назначения К. Самигуллина на должность верховного муфтия, в связи с отказом последнего. Таким образом Т. Таджуддин остался на своем посту.

## Семья
Женат, имеет двух дочерей и троих сыновей:
- Жена — Сания Абдрауф кызы (Сания Абдрауфовна) — с которой он живёт уже 55 лет, также уроженка Казани, её отец служил имам-хатыбом Азимовской мечети Казани.
- дочь Наиля (род. 1969) — с мужем и пятью детьми живёт в Уфе.
- дочь Зульфия (род. 1970) — с мужем и тремя детьми живёт в Уфе. Зять Наиль работает в банковской системе.
- сын Зуфар (род. 1972) — после окончания средней школы окончил Уфимское медресе, учился в Турции. Работает директором типографии ЦДУМ.
- сын Мухаммад (род. 1976) — после окончания средней школы учился в Кувейте. Руководитель Администрации ЦДУМ России, глава РДУМ Республики Башкортостан, владеет арабским языком.
- сын Гумар (род. 1979) — после окончания средней школы учился в Турции.

## Скандалы
Талгат Таджуддин является одним из старейших и скандально известных мусульманских деятелей России, неоднократно делавший эпатажные заявления и поступки. Из-за своих экстравагантных одежд, большой чалмы с остроконечным навершием, длинного посоха и чапана, критики муфтия в сети часто называют его «звездочётом».
В 1992 году, по инициативе Таджуддина, в мечети «Тауба» в Набережных Челнах был установлен витраж, где помимо полумесяца, был изображён крест и звезда Давида. Торжество открытия мечети закончились потасовкой, прихожане сняли и разбили витраж.
В марте 2003 года, перед вводом американских войска в Ирак, Таджуддин, находившись в Багдаде, заявил, что останется в Ираке, чтоб вместе с иракцами и Саддамом Хусейном терпеть все трудности войны, однако на следующий день он вернулся в Москву, где на пресс-конференции заявил, что «в Багдаде всё спокойно». В апреле 2003 году, на антивоенном митинге «Единой России» в Уфе, размахивая саблей, объявил CША джихад. Позднее заявил: «Где увидите американцев, тащите в милицию, чтоб шпионов выгнали отсюда; не покупайте американское, и не продавать им ничего...». После этого часть муфтиев в Москве объявили его немусульманином, протокол отправили в ЦДУМ, однако Таджуддин на протоколе обвёл сложенную в фигу ладонь и отправил обратно.
В августе 2015 года, будучи в студии телеканала «Вся Уфа», при помощи чайного пакетика окропил водой помещения редакции: «чтоб хорошие передачи были, чтоб шайтан не вошёл». В ноябре 2015 года предложил Владимиру Путину решить конфликты на Ближнем Востоке, присоединив к России Сирию и Израиль: «Владимир Владимирович, может и с Сирией, и с Израилем поступим, как с Крымом?... Пусть до Мекки будет Россия». Также Таджуддин утверждал, что «мужчина, у которого одна жена, на 75% холостой».
Сам Таджуддин свои слова и поступки характеризовал: «Если делаю какую-то шутку, в это время я не в чалме».

## Взгляды

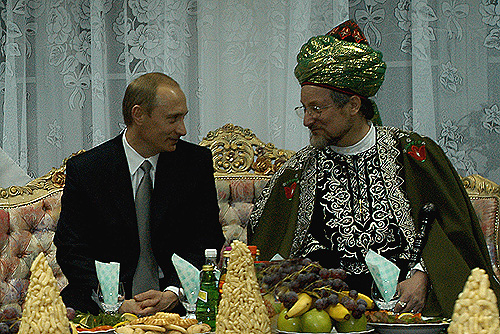
В. В. Путин и Талгат Таджуддин в 2003 году

Талгат Таджуддин известен подчёркнуто пророссийской позицией, идеями единства православных и мусульман, опорой на традиции российского ислама, в котором совмещается и традиционализм и реформаторство. В интервью им было сказано:
Российским мусульманам есть чем гордиться. Иностранные учителя, если и нужны, то поле их деятельности должно быть ограничено. За многие столетия совместной жизни с христианами в России мусульмане выработали уникальную религиозную культуру — открытую, терпимую и динамичную. Российским мусульманам самим есть чему поучить, скажем, афганцев или суданцев... Шариат — дело личной 
совести каждого мусульманина, он не может навязываться извне, все попытки изменить законодательство, направленные на создание условий, при которых можно навязывать исламские нормы, приведут в случае успеха лишь к лживости и лицемерию. И российские христиане, и российские мусульмане — носители ценностей современной цивилизации — свободы и демократии.Талгат Таджуддин
Он является сторонником евразийства как идеологии уникальной православно-мусульманской цивилизации. В апреле 2001 года стал одним из организаторов российского политического движения «Евразия» Александра Дугина. В докладе на учредительном съезде движения заявил: «Для истинных мусульман страны настоящая родина — Русь».
В марте 2003 года предложил переименовать ЦДУМ России в Исламское ЦДУМ Святой Руси, а также выступал против создания на территории России католических епархий, заявляя что в России «…уже много веков существует единое духовное пространство традиционных конфессий: православия, ислама, иудаизма и буддизма, поэтому, приглашая прочих духовных лидеров, к которым относится и папа, мы должны обязательно учитывать спорные моменты в отношениях между конфессиями и помнить о добрых отношениях между православными и мусульманами нашей страны».
Талгат Таджуддин отстаивает мнение о булгарском происхождении татарского народа, и неоднократно заявлял о необходимости возвращения татарам своего исторического самоназвания — булгары (волжские булгары). С подобными заявлении он выступает в СМИ, на телевидении и интернете.
Так, например, будучи в 2001 году на международной конференции в Софии (Республика Болгария) заявил: «И так уж нас татарами обзывают, хотя на самом деле мы булгары… А болгары — это ближайшие родственники булгар. Просто одни остались на Волге, а другие ушли дальше, на Дунай, и смешались со славянами». Данное заявление было показано по центральному болгарскому республиканскому телевидению и опубликовано в местных газетах. Информация прошла и в российских СМИ, например, в Российской газете.

### Поддержка нападения на Украину
В 2022 году Талгат Таджутдин выступил с поддержкой вторжения России на Украину, озвучив основные тезисы и нарративы российской антиукраинской пропаганды. Позднее поддержал мобилизацию в России. В июле 2022 года, как «поддержавший агрессию России против Украины» и «продажный лидер общественного мнения», был внесён ФБК в список разжигателей войны состоящий из лиц которые «используют свои религиозные организации для пропаганды агрессии и массового убийства», как  с предложением введения против него международных санкций. Национальное агентство по предотвращению коррупции Украины выступило с инициативой о введении против Таджуддина международных санкций так как он «поддерживает агресивную политику путинского режима на публичных мероприятих среди мусульман» и «оправдывает действия России»

## Награды

### Государственные награды
- Орден «За заслуги перед Отечеством» II степени (21 декабря 2023 года) — за большой вклад в духовное и нравственное возрождение общества, укрепление межнационального мира и взаимопонимания[29].
- Орден «За заслуги перед Отечеством» III степени (29 апреля 2019 года) — за большой вклад в развитие духовной культуры, укрепление межнационального и межконфессионального мира и согласия в обществе[30]
- Орден «За заслуги перед Отечеством» IV степени (19 октября 2013 года) — за достигнутые трудовые успехи, многолетнюю добросовестную работу и активную общественную деятельность[31]
- Орден Почёта (12 октября 2008 года) — за заслуги в развитии духовной культуры и укреплении дружбы между народами[32]
- Орден Дружбы (21 сентября 1998 года) — за большой вклад в укрепление дружбы и сотрудничества между народами[33].
- Почётная грамота Президента Российской Федерации (10 марта 2025 года) — за вклад в обеспечение деятельности Совета по взаимодействию с религиозными объединениями при Президенте Российской Федерации[34].
- Благодарность Президента Российской Федерации (8 сентября 2023 года) — за заслуги в подготовке и проведении празднования 1100-летия принятия ислама Волжской Булгарией[35].

### Награды субъектов Российской Федерации
- Орден Григория Аксакова (2023 год, Республика Башкортостан)
- Знак отличия «За благое дело» (6 июля 2023, Челябинская область) — за большой вклад в сохранение и развитие духовной культуры, укрепление межнационального и межконфессионального мира и согласия в обществе
- Медаль «За трудовую доблесть» (2022 год, Республика Башкортостан)
- Орден «За заслуги перед Республикой Татарстан» (2022 год, Татарстан)[36]
- Орден Салавата Юлаева (2020 год, Башкортостан)[37]
- Медаль ордена «За заслуги перед Марий Эл» (2019 год, Республика Марий Эл)
- Орден «Дуслык» (2018 год, Татарстан)[38]
- Орден «За заслуги перед Республикой Башкортостан» (2018 год, Республика Башкортостан)
- Знак отличия «Честь и Слава» I степени (2017 год, Астраханская область)
- Медаль ордена «За заслуги перед Астраханской областью» (2016 год, Астраханская область)
- Почетная грамота Правительства Кировской области (2013 год, Кировская область)
- Знак отличия «За заслуги перед Челябинской областью» (2010 год, Челябинская область)
- Орден Дружбы народов (2008 год, Башкортостан)[39].
- Почетная грамота Республики Башкортостан (1998 год, Башкортостан)

### Конфессиональные награды
- Орден Славы и Чести I степени (2018 год, Русская православная церковь)
- Орден «Аль-’Иззат» степень «Абу Бакр радыяЛЛаhу’анhу» (23 октября 2018, ЦДУМ)[40]
- Орден Славы и Чести II степени (РПЦ, 13 октября 2013 года) — во внимание к трудам по укреплению межрелигиозного мира и согласия[41]. Русская православная Церковь
- Орден святого благоверного князя Даниила Московского II степени (РПЦ, 2008 год) — за укрепление межконфессионального мира и согласия[42].

### Иные награды
- Благодарственное письмо Председателя Правительства Российской Федерации (2022 год)
- Почетный гражданин муниципального района Уфимский район Республики Башкортостан (2022 год)
- Почётный знак Всероссийского совета ветеранов (2022 год)
- Памятная медаль «Н.А.Гурвича» УФСИН РФ по Республике Башкортостан (2021 год)
- Юбилейная медаль «140 лет уголовно-исполнительной системе России» (2019 год, УФСИН России)
- Юбилейная медаль «100 — летие образования Республики Башкортостан» (2019 год, Республика Башкоростан)
- Почетный знак «За особый вклад в укрепление законности» (Государственное Собрание-Курултай Республики Башкортостан, 2018 год)
- Почетный знак «Трудовое отличие» I степени, Всероссийской общественной организации Героев, Кавалеров Государственных наград и Лауреатов Государственных премий «Трудовая доблесть России» (2017 год)
- Почетный знак Хабаровского края (2016 год)
- Почетная грамота Государственной Думы Российской Федерации (2014 год)
- Орден «Вера и Верность», лауреат Международной премии Андрея Первозванного (Фонд Андрея Первозванного, 13 декабря 2013 года) — за многолетнее служение, направленное на укрепление межрелигиозного согласия в России
- Императорская медаль «Юбилей Всенародного Подвига. 1613—2013» (2013 год)
- Нагрудный знак «За содействие МВД». Указом Министра МВД России Рашида Нургалеева (2010 год)
- Золотая медаль «За миротворческую и благотворительную деятельность». Указом Президента Российской Федерации (2007 год)
- Орден Мира (II степени) Международного союза благотворительных организаций «Мир Добра»
- Памятная медаль «60 лет Победы в Великой Отечественной войне 1941—1945 годов» (вручена по Указу Президента России “за активное участие в патриотическом воспитании граждан и большой вклад в подготовку и проведение юбилея Победы”) 11 мая 2005 года
- Орден Минина и Пожарского «Возвеличим Россию своими делами» (2004 год)
- Серебряная медаль «За укрепление уголовно-исполнительской системы» приказом министра юстиции России (2002 год)
- Русским биографическим институтом номинирован как «Человек года-2001» за укрепление межрелигиозных связей и миротворческую деятельность в номинации «Религия» (2001 год)